# Sigrid Wolfová
Sigrid Wolfová (* 14. února 1964, Breitenwang, Rakousko) je bývalá rakouská alpská lyžařka.
Na olympijských hrách v Calgary roku 1988 vyhrála závod v super obřím slalomu. Ve stejné disciplíně dosáhla i svého nejlepšího výsledku na mistrovství světa, kde skončila v roce 1989 druhá. Ve světovém poháru skončila v sezóně 1988/89 v super obřím slalomu celkově druhá, o sezónu později třetí. Vyhrála v seriálu světového poháru pět závodů (tři v super G, dva ve sjezdu), třináctkrát stála na stupních vítězů. V letech 1987 a 1988 byla zvolena rakouskou sportovkyní roku.
Po přetržení vazů v lednu 1991 ukončila v listopadu 1991 závodní kariéru. Poté si otevřela posilovnu a stala se učitelkou sportu na technické škole pro umělecká řemesla v Elbigenalpu. V roce 1996 získala Zlatou medaili za zásluhy o Rakouskou republiku.